# 洛哈省
洛哈省（西班牙語：Provincia de Loja），是厄瓜多爾南部的一個省，西南與秘魯接壤。面積10,793平方公里，2001年人口404,835人。首府洛哈。
1824年6月25日建省。下分十六市。
1. ↑  Citypopulation.de （页面存档备份，存于） Population and area of Loja Province
2. ↑  Villalba, Juan. . Scribd.   [2019-02-05]. （原始内容存档于2019-04-27） （西班牙语）.